# Enrique Iturriaga Romero
Enrique Iturriaga Romero   (Lima, 3 d'abril de 1918 - Lima, 23 de novembre de 2019) fou un compositor i pedagog peruà.

## Biografia
Va néixer a Lima i va passar la major part de la seva infància a Huacho, una petita ciutat portuària al nord de la capital peruana. Quan era nen, Iturriaga no va rebre cap formació musical formal, però la música estava sempre present en la casa de la família Iturriaga. La seva àvia i cosins majors tocaven sovint el piano durant les reunions familiars, despertant l'interès d'Enrique en la música des d'una edat primerenca, i també va ser animat pel seu pare per tocar el piano. El jove Iturriaga va ser involucrat de manera natural a la música i va gaudir d'improvisar al piano; també va aprendre a tocar la música popular com valsos criolls, marineres, tangos, jazz, tot d'oïda. La música popular peruana no només va tenir un paper important en el desenvolupament de la infància d'Iturriaga, sinó que també va donar més tard forma a la seva creativitat musical. A les regions costaneres del Perú on va créixer, el tipus més comú de la música popular durant la primera meitat del segle xx va ser la música criolla.
Encara que l'exposició d'Iturriaga a la música en els seus primers anys era predominantment a la dels modismes populars, el gramòfon "Victrola" de la família també li va donar l'oportunitat d'explorar una selecció de música i art. A causa de les dificultats en l'enregistrament de manera adequada els instruments de piano i cordes en gravacions acústiques i elèctriques, la major part del repertori gravat en la dècada de 1920 va consistir en cançons curtes i àries, però, fins i tot els enregistraments vocals eren de tan mala qualitat que la veu del cantant sonava com "horrible crit" i l'orquestra acompanyant estava gairebé inaudible. No obstant això, en un entorn aïllat, com la ciutat d'Huacho, on Iturriaga va passar la seva infància, les oportunitats de concerts de música de diferent angle artístic són molt rares, i com a resultat, Iturriaga podia satisfer la seva curiositat per la música l'art només per l'ús del gramòfon.
Iturriaga va aprendre a tocar la música popular amb relativa facilitat causa de la seva aguda oïda, però no estava interessat en convertir-se en un artista de la música popular; més aviat, va ser la invenció de peces originals per a piano que més li fascinava. No obstant això, necessitava la formació musical bàsica abans de poder iniciar estudis de composició. El 1932, a l'edat de catorze anys, va fer una audició a Lima per Lily Rosay, mestra de piano a l'Acadèmia Sas-Rosay de la Música. Tot i que no va poder llegir música, Iturriaga va presentar en audició per Rosay una interpretació en Do menor de la Rapsòdia Hongaresa No 2 de Liszt (clau original és diferent), que va aprendre del tot d'oïda.
Entre 1934 i 1939 va estudiar piano amb Lily Rosay i es va iniciar en l'estudi de teoria i harmonia amb André Sas. Ingressa a la Universitat de Sant Marcos i estudia a la facultat de lletres, posteriorment deixa els seus estudis per a ingressar al Conservatori Nacional de Música. Allà treballaria amb Rodolfo Holzmann de 1945 a 1950. Entre els seus condeixebles figuren Celso Garrido Lecca i Rosa Alarco.
Al Conservatori es va graduar com a professor de composició. El 1947, quan encara era alumne va obtenir el Premi nacional Duncker Lavalle per la seva obra Canción y muerte de Rolando per a veu i orquestra, sobre un text del poeta Jorge Eduardo Eielson. Ha format un important nombre de compositors peruans. Ha estat director del Conservatori Nacional de Música.
Va formar part del grup de compositors peruans que en els 50 van renovar la música acadèmica del seu país, mitjançant la introducció de noves tècniques musicals i el perfeccionament de la tasca musical.
El 1950 va viatjar a França amb una beca atorgada pel govern d'aquest país. A París va prendre classes amb Arthur Honegger.
De retorn al Perú es va dedicar a la composició i l'ensenyament, va dirigir diversos cors i va participar en el moviment de música escolar fins a 1958.
Entre els anys 1953 i 1960 va ser crític musical del diari El Comerç a Lima.
L'abril del 1957 va obtenir el premi "Joan Landaeta" per la seva obra Suite per a orquestra, en el concurs convocat pel segon Festival llatinoamericà a Caracas. El jurat estava conformat per Aaron Copland, Alberto Ginastera, Carlos Chávez, Domingo Santa Cruz i Juan Bautista Plaza. Aquest mateix any va ser cridat com a professor al Conservatori nacional de música.
El 1963 va viatjar als Estats Units, convidat per conèixer i estudiar la tasca d'universitats i altres institucions superiors en el camp de la música. Va visitar Columbia a Nova York, Harvard i el "Massachusetts Institute of Technology" a Boston, Eastman Rochester, Berkeley i Standford, UCLA i North Pacific, Austin, Howard entre d'altres universitats, a més de l'Acadèmia Juilliard i altres institucions dedicades a la música.
El mateix any va viatjar a Santiago de Xile, convidat per la Universitat de Xile per assistir al Congrés interamericà d'educació musical.
El 1965, el comitè per al tercer Festival Iberoamericà de Washington li va encarregar una obra simfònica: Iturriaga va compondre Vivències (quatre peces per a orquestra) que fou estrenada per Lukas Foss i la Buffalo Philharmonic Orchestra (NY).

## Obres
Les seves obres se situen a mig camí entre les tendències modernistas1 i les tradicionals, de manera que en les seves obres barreja alternativament aquests estils.Entre les seves obres més importants figuren "Pregó i Dansa" per a piano, "Simfonia Junín i Ayacucho" per a orquestra simfònica, "Cançó i Mort de Rolando" per a orquestra, "Homenatge a Stravinski", per a orquestra «4 poemes de Javier Heraud" per veu i piano, "Els Cims" per a cor mixt a capella, "Vivències" (la seva única obra serial) per a orquestra, Preludi i fuga per a un Santiago per metalls.
Iturriaga és part d'un grup de compositors peruans formats pel músic d'origen alemany Rodolfo Holzmann. A més de l'ensenyament i la crítica, el seu treball de divulgació es va ampliar amb la publicació dels llibres La música al Perú (a coautoria) i Mètode de composició melòdica.
L'obra d'Iturriaga, que inclou col·laboracions teatrals, també ha estat apreciada a l'estranger.
Una dada no comunament esmentat és que a Enrique Iturriaga li agradava la preservació i presentació dels llibres peruans a nivell nacional i en l'exterior. Per a això es va unir amb Federico Schwab Ritter, conegut traductor, professor, historiador i empresari alemany naturalitzat peruà (que va estar alguna vegada treballant per a l'Arxiu Nacional del Perú), per formar l'empresa exportadora de llibres peruans E.Iturriaga i Cia SAC. el 27 de febrer de 1948. L'associació va durar per algun temps, però tot i retirar-Iturriaga de la Companyia, aquesta ha mantingut el seu nom fins al dia d'avui, sent una de les empreses exportadores de llibres peruans especialitzats més importants i antigues del país i que fa honor a tots dos (Iturriaga i Schwab) mecenes de la cultura peruana.

## Premis i reconeixements
Medalla de Honor de la Cultura Peruana del Instituto Nacional de Cultura del Perú (2005).
Iturriaga va recollir reconeixement des molt d'hora, quan el 1947 va obtenir el Premi Nacional Dunker Lavalle per la seva obra per a veu i orquestra "Cançó i mort de Rolando", inspirada en el conegut poema de Jorge Eduardo Eielson. Aquest certamen el va tornar a guanyar el 1971 amb el seu "Homenatge a Stravinsky per a orquestra i calaix solista".
El 1957 va obtenir el premi Juan Landaeta, Caracas; i el 1965 el Tercer Festival Iberoamericà de Washington li va encarregar una obra - "Vivències" - que va ser estrenada per l'Orquestra Simfònica de Buffalo.